# Jane Caputi
Jane Caputi (Estados Unidos, 1953) es una catedrática y pionera en el análisis concepto de feminicidio desde una perspectiva semántica y semiótica.

## Trayectoria
En 1990, Caputi junto con la activista estadounidense Diana Russell, definieron el concepto feminicidio, para referirse a la violencia sistemática que sufren millones de mujeres en todo el mundo. Un concepto que no sólo abarca el maltrato, sino también el sexismo, la misoginia o la idea de que una mujer pertenece a un hombre y ha de subordinarse a él.
Caputi es profesora del Center for Women en la cátedra de Estudios sobre Mujeres, Género y Sexualidad, en Florida Atlantic University.  Su investigación principal se centra en los estudios culturales contemporáneos, incluyendo la cultura popular, el género y la violencia, y el feminismo ambiental. 

## Obra
Es autora de varios libros en los que analiza las agresiones sobre las mujeres: La era del crimen sexual, Diosas y monstruos: mujeres, mito, poder y cultura popular, Malas lenguas, gorgonas y brujas: los destinos de la Tierra. También ha realizado documentales de carácter pedagógico como: La pornografía de la vida cotidiana y Alimentad a los verdes: voces feministas para la Tierra. 

## Reconocimientos
Premio de Investigaciones Académicas de Florida Atlantic University en 2005. 